# Dietrich Schneider
Dietrich Schneider (* 30. Juli 1919 in Berlin; † 10. Juni 2008 in Starnberg) war ein deutscher Zoologe.

## Leben
Nach dem Abitur 1937 studierte Dietrich Schneider zunächst an der Hochschule für Lehrerbildung in Frankfurt/Oder Biologie und wechselte 1938 an die Universität Berlin. 1940 wurde er zum Wehrdienst eingezogen und geriet in Nordafrika in Kriegsgefangenschaft. Von Algerien kam er in die Vereinigten Staaten und schließlich nach England. Da es ihm teilweise ermöglicht wurde, sein Studium fortzusetzen, konnte er bereits 1949 – zwei Jahre nach seiner Heimkehr – an der Universität Göttingen in den Fächern Zoologie, Botanik und Physiologie bei Hansjochem Autrum promovieren. In seiner Dissertation befasste er sich mit der saltatorischen Erregungsleitung an markhaltigen Nervenfasern.
Danach wurde er Wissenschaftlicher Assistent bei Alfred Kühn am Max-Planck-Institut für Biologie in Tübingen. Schwerpunkt seiner Forschungen war hier unter anderem das Flucht- und Beutefangverhalten von Fröschen und schließlich entdeckte er das lichtgerichtete Wachstum von marinen Moostierchen, in der wissenschaftlichen Terminologie Bryozoen genannt. Daneben befasste er sich mit elektrophysiologischen Messungen an der Seidenspinnerantenne. Dabei gelang ihm erstmals eine quantitative Analyse des Riechsinns der Seidenspinner. Die Ablehnung seiner Forschungsergebnisse für die Zulassung zur Habilitation durch die Universität Tübingen veranlassten Schneider 1958 zum Wechsel an das Zoologische Institut der Ludwig-Maximilians-Universität in München. Im Jahr darauf habilitierte er sich mit seinen Arbeiten über das Wachstum und den Phototropismus der Moostierchen.
Während eines Forschungsaufenthaltes in Los Angeles und Minnesota von 1959 bis 1960 gelang Schneider erstmals der Nachweis einer interspezifischen Wirkung von Sexuallockstoff-Komponenten sowie die Entdeckung des Lockstoff-Alphabets bei Nachtfaltern.
1962 wurde eigens für ihn die Abteilung für vergleichende Neurophysiologie am Max-Planck-Institut für Psychiatrie eingerichtet. 1964 wurde er zum Wissenschaftlichen Mitglied der Max-Planck-Gesellschaft und Direktor am Max-Planck-Institut für Verhaltensphysiologie in Seewiesen berufen. 1965 folgte die Ernennung zum Honorarprofessor an der Ludwig-Maximilians-Universität München. Nach seiner Emeritierung im Jahr 1985 widmete er sich mit großem Elan der Chemischen Ökologie.

## Bedeutung
Dietrich Schneider ist einer der Wegbereiter der modernen Riechforschung und der Chemischen Ökologie. Seine Forschungsergebnisse wurden richtungsweisend für die Riechforschung in der ganzen Welt. Im Laufe seines Forscherlebens erhielt er zahlreiche Auszeichnungen. So wurde er 1971 zum Foreign Honorary Member der American Academy of Arts and Sciences in Boston ernannt, 1975 zum Mitglied der Leopoldina und 1977 zum Mitglied der Bayerischen Akademie der Wissenschaften. 1990 wurde er First Distinguished Professor of the Center for Insect Science der University of Arizona. 1991 erhielt er die Silbermedaille der Internationalen Gesellschaft für chemische Ökologie und 1995 wurde ihm als Begründer der modernen Riechphysiologie die Cothenius-Medaille der Leopoldina verliehen. 1992 verlieh ihm die Universität Regensburg die Ehrendoktorwürde.

## Werke
- Zur lokalen Reizung und Blockierung im Internodium der isolierten markhaltigen Nervenfaser des Frosches. Dissertation, Universität Göttingen 1949, bei Hansjochem Autrum.